# Niebieski ser

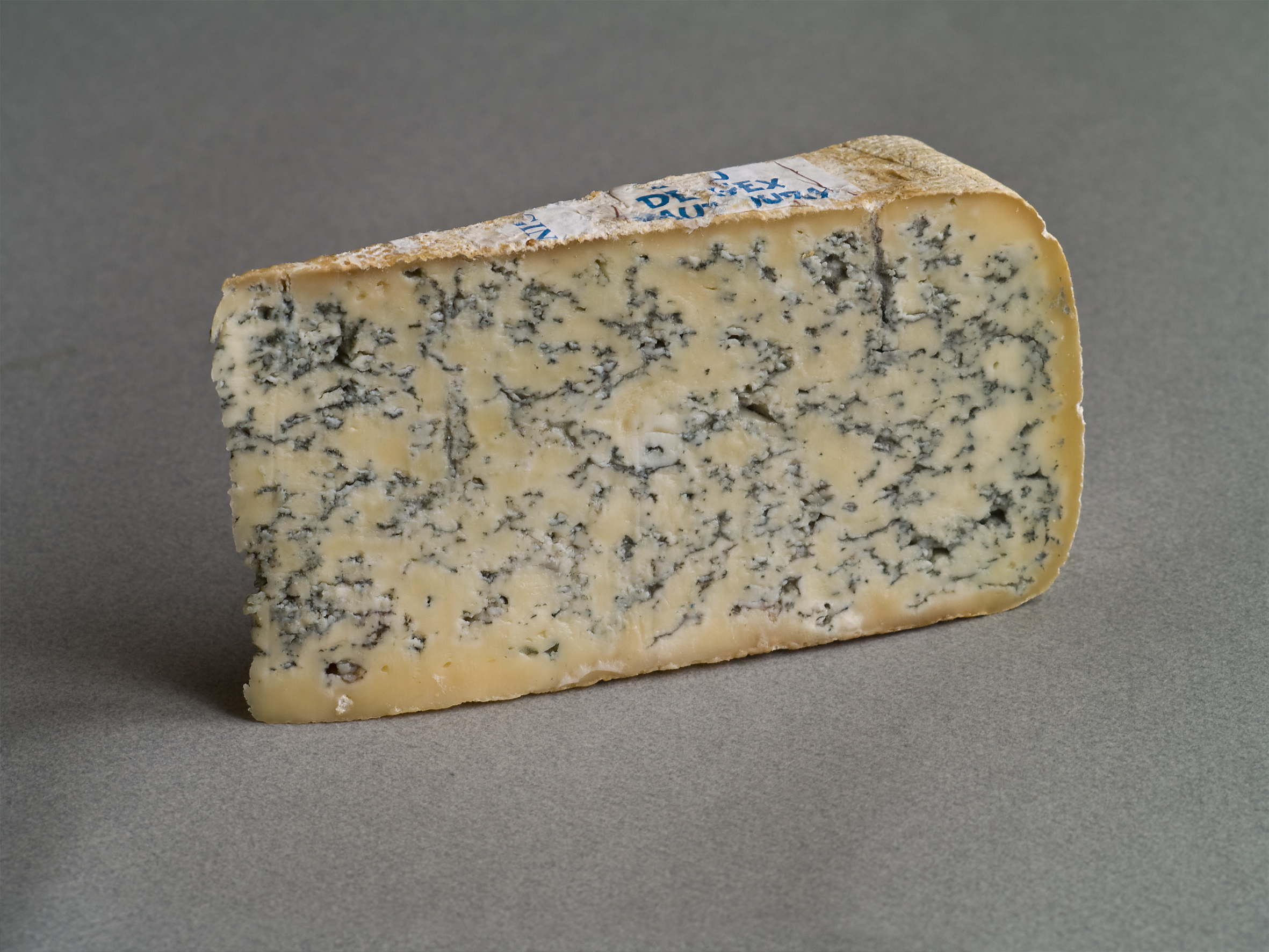
Niebieski ser „Bleu de Gex”

Niebieski ser – rodzaj sera powstałego na bazie mleka krowiego, owczego lub koziego z dodatkiem grzyba z rodzaju Penicillium, dzięki której ser jest pokryty niebieską, niebiesko-szarą lub niebiesko-zieloną pleśnią i ma charakterystyczny zapach.
Do niebieskiego sera dodaje się zarodniki pleśni, co w zależności od rodzaju sera następuje przed wytworzeniem zsiadłego mleka lub po jego powstaniu. Sery te dojrzewają na ogół w środowisku o stałej temperaturze powietrza, np. w jaskini.
Wiele rodzajów niebieskiego sera, takich jak Roquefort, Gorgonzola czy Stilton zyskały rangę produktów regionalnych chronionych przez prawo unijne. Oznacza to, że nazwa tych produktów jest prawnie zastrzeżona dla serów powstałych według określonej receptury w danym regionie kraju. Niekiedy technologia produkcji wyrobów spożywczych jest chroniona na obszarze całego kraju, we Francji technologię tę określa Appellation d’origine Contrôlée, zaś we Włoszech Denominazione di Origine Protetta.
Niebieskie sery mają charakterystyczny ostry i odrobinę słony smak. Ich nieprzyjemny zapach wywołuje bakteria Brevibacterium linens, która jest również odpowiedzialna za odór stóp, stąd podobieństwo obu zapachów.

## Historia
Uważa się, że niebieski ser został wytworzony przypadkowo. Jaskinie, w których dojrzewały sery, miały stałą temperaturę i wilgotność powietrza oraz sprzyjały powstawaniu różnych rodzajów pleśni. Gorgonzola jest jednym z najstarszych gatunków niebieskiego sera, powstałym w 879 roku, choć dopiero od XI wieku ser ten pokryty jest żyłkami niebieskiej pleśni. Stilton jest stosunkowo nową odmianą niebieskiego sera, który pojawił się w XVIII wieku. Wiele rodzajów sera, które później powstały, miały zaspokoić zapotrzebowanie na Roquefort – wówczas drogi i trudno dostępny gatunek sera.